# Sydney Sierota
Sydney Grace Ann Sierota (Los Ángeles, California, 21 de abril de 1997) es una cantante estadounidense. Conocida por ser la vocalista de Echosmith. Comenzó a tocar en una banda con sus hermanos cuando tenía 5 años, y firmó su primer contrato con la discográfica Warner Bros Records en 2012. 

## Biografía
Hija de Linda Sierota y Jeffery David. Creció en Los Ángeles junto a sus hermanos Graham, Noah y Jamie, los cuales también pertenecen a la banda Echosmith. Sydney y sus hermanos hacen música hace más de 7 años. Sydney y sus hermanos escriben sus propias canciones y en muy pocas ocasiones con ayuda externa. El proceso de composición para Echosmith implica cada miembro de la banda como un participante activo. Sydney asegura que su objetivo es enviar un mensaje positivo a los aficionados, que en las canciones en gran medida se tratan de amor. Sydney está pensando en entrar al mundo del modelaje., incluso hasta firmó con Wilhelmina Models. Junto a su banda ha sido parte de varias bandas sonoras.

## Discografía
| Año  | Título                 | Otros                                                                                     |
| ---- | ---------------------- | ----------------------------------------------------------------------------------------- |
| 2013 | Talking Dreams         | Álbum de estudio, lanzado el 8 de octubre de 2013. Discográfica: Warner Bros. Records     |
| 2014 | Acoustic Dreams        | Álbum de estudio, lanzado el 10 de junio de 2014. Discográfica: Warner Bros. Records      |
| 2017 | Inside a Dream         | Álbum de estudio, lanzado el 29 de septiembre de 2017. Discográfica: Warner Bros. Records |
| 2017 | An Echosmith Christmas | Álbum de estudio, lanzado el 10 de noviembre de 2017. Discográfica: Warner Bros. Records  |
| 2020 | Lonely Generation      | Álbum de estudio, lanzado el 10 de enero de 2020. Discográfica: ADA. Records              |
| 2023 | Echosmith              | Álbum de estudio, lanzado el 28 de julio de 2023. Discográfica: ADA. Records              |